# Endophallusia endophallica
Endophallusia endophallica är en insektsart som beskrevs av De Mello 1990. Endophallusia endophallica ingår i släktet Endophallusia och familjen syrsor. Inga underarter finns listade i Catalogue of Life.